# Chiesa della Madonna Addolorata di San Martino
La chiesa della Madonna Addolorata e di San Martino meglio conosciuta con l'unica e antica intitolazione al santo di Tours è un edificio di culto di Calcinate, della provincia e Diocesi di Bergamo.
La chiesa conserva alcune parti della sua originaria struttura romanica.

## Storia
La chiesa ha una storia antichissima, l'archivio capitolare della curia diocesana di Bergamo conserva un documento del 1066 che cita la presenza di un edificio di culto dedicato a san Martino a Calcinate che aveva una sola rendita destinata al pagamento del prete-custode. Un successivo documento è del 1169. La chiesa dipendeva dalla parroco di San Lorenzo di Ghisalba, ed era probabilmente di proprietà privata. L'edificio di culto si trovava nel complesso medioevale, poi scomparso, di Sosciaco.. 
Nel Cinquecento la sala fu ampliata sul lato sinistro, e nella relazione della visita pastorale del 3 ottobre 1575 di san Carlo Borromeo arcivescovo di Milano, viene inserito oltre alla descrizione dei locali che risultano affrescati, anche l'ordine di aprile piccole finestre e di coprire, come indicato nel concilio tridentino, la vasca del fonte battesimale.
Nel 1703 la chiesa fu nuovamente visitata, e dalla relazione del vescovo Luigi Ruzzini risulta che la copertura era lignea e che vi erano due porte d'accesso: una frontale e una a nord, ma che era priva dei locali sacrestia.
Il tempio è nuovamente menzionato in un atto del 21 giugno 1630, con cui Benedetto di Giovanni Giacomo Passi fece dono alla chiesa di parte di terreno sito in località Predella, con atto rogato dal notaio Bartolomeo di Pietro Varisci.
Il porticato che anticipa la facciata fu costruito nell'Ottocento, e nei primi anni del secolo successivo, per volontà dell'allora sacerdote don Mologni, la chiesa fu oggetto di lavori di ristrutturazione con l'apertura di un'ulteriore finestra.

## Descrizione

### Esterno
L'edificio di culto, dal classico orientamento liturgico, con abside a est, per la parte esterna, si presenta in stile neoclassico. Il fronte principale è preceduto dal portico, aperto su tre lati, con quattro colonne in muratura poggianti su bassi basamenti e coronate di capitelli d'ordine toscano entrambi in pietra. Le colonne sostengono l'architrave e il timpano triangolare culminante con una croce ferrea. La chiesa presenta sul lato sinistro un breve ambulacro, con quattro pilastri in muratura e due in pietra che reggono la copertura del tetto a unica falda.

La facciata ospita centralmente l'ingresso principale con contorno in pietra e due finestre laterali complete di inferriata. 

### Interno
L'interno conserva l'antico aspetto romanico. L'aula unica, si presenta a pianta rettangolare con un solo altare dedicato alla Pietà posto sul lato destro. Di particolare interesse è la zona presbiteriale con l'abside semicircolare completamente affrescata con dipinti di autore anonimo risalenti al XVI secolo. Tre monofore danno luce al coro. Centrale sul catino absidale vi è la grande raffigurazione di Cristo Pantocratore inserito in una mandorla accompagnata dai simboli dei quattro evangelisti, e la raffigurazione dei dodici apostoli. Nella parte inferiore vi sono raffigurate scene di carattere differente: San Martino che scende da cavallo e divide il mantello con un povero e Gesù accanto a un mendicante, nonché il Miracolo della distribuzione dei pani e dei pesci e ultima la raffigurazione della morte di san Martino in abiti vescovili.